# Ljubenske potice
Ljubenske potice so butare z Ljubnega ob Savinji, katere domačini nosijo k blagoslovu na cvetno nedeljo. 

## Opis
Ljubenci izdelujejo potice po najrazličnejših motivih, kot so kmečko orodje, naprave in predmete (sekire, žage, plug, grablje, itd.), ter predmete povezane z notranjo opremo hiš, ter predmete duhovne ustvarjalnosti, kot so harmonika , kitara, trobenta, knjiga, itd. Potica mora vsebovati sedem vrst lesa; ivo, meko, božji les (pušpanj), tiso, bršljan, čremzo in dren.

## Zgodovina
Ime je nastalo po butarah, katere so v preteklosti bile izdelane iz boljšega kruha ali peciva in zelenja. Proti koncu 19. stoletja je bila navada na Ljubnem, da so fantje med seboj tekmovali, kdo bo na cvetno nedeljo k posvetitvi prinesel največjo in najtežjo potico. Ker je bil Jože Poličnik šibke postave, se ni mogel kosati z močnimi vrstniki, zato se je odločil, da bo, če ne more narediti največje in najtežje, naredil najlepšo potico. Tako je leta 1887 k posvetitvi na cvetno nedeljo namesto običajnega snopa prinesel potico v obliki tesarske krošnje, to je nahrbtni zaboj za prenašanje orodja. Od takrat naprej je zamisel ostala, samo motivi se spreminjajo iz leta v leto.

## Certifikati
21. februarja 2013 je bil sprejet odlok o razglasitvi izdelovanja ljubenskih potic za živo mojstrovino državnega pomena.
- »Opis enote žive kulturne dediščine« (PDF). Pridobljeno 15. novembra 2018.